# Макису

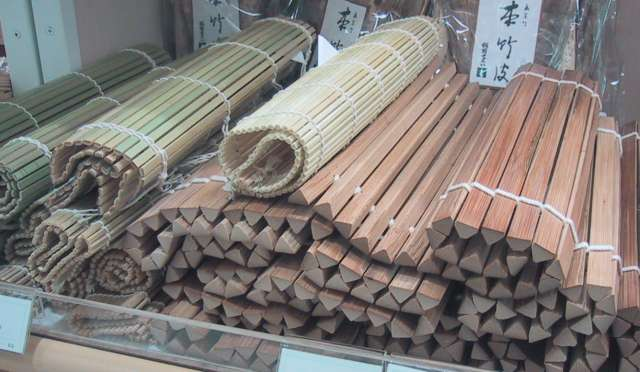
Различные виды макису

Макису (яп. 巻き簾, maki sudare) — коврик из бамбука и хлопчатобумажных нитей, применяется для приготовления пищи в японской кухне. Чаще всего макису используется для приготовления суши-роллов, а также омлетов и блюд, требующих удаления излишков влаги.
Обычно размеры макису составляют 25 х 25 см, хотя могут быть и другие. Существует два вида макису: с тонкими бамбуковыми прутиками и с толстыми. Эксперты считают толстый коврик более универсальным, в то время как тонкий коврик разработан специально для макисуси.
После использования макису тщательно сушат, чтобы избежать появления бактерий и грибков. Это особенно необходимо при производстве урамаки — такого вида суши, в котором рис находится на внешней стороне ролла.